# 하르 고빈드 코라나
하르 고빈드 코라나(Har Gobind Khorana, 1922년 1월 9일 ~ 2011년 11월 9일) 박사는 1968년 세포의 유전자 코드를 전달하는 핵산의 뉴클레오타이드의 순서가 어떻게 세포의 단백질 합성을 제어하는지를 밝힌 연구의 공로로 마셜 워런 니런버그, 로버트 윌리엄 홀리 박사와 함께 노벨 생리학·의학상을 수상한 인도계 미국인 생화학자이다. 또, 코라나와 니런버그는 같은 해 컬럼비아 대학교에서 루이자 그로스 호로위츠 상을 받기도 했다.

## 학력
- ~1939년: 펀자브주 라호르 다야나드 앵글로베딕 고등학교 (졸업)
- 1939년~1943년: 펀자브주 펀자브 대학교 (학사)
- 1943년~1945년: 펀자브주 펀자브 대학교 (석사)
- 1945년~1948년: 영국 리버풀 대학교 화학과 (박사)

## 사망
코라나는 2011년 11월 9일에 91세의 나이로 메사추세츠 주 콩코드에서 자연사로 사망했다.